# Mapleton (Minnesota)
Mapleton é uma cidade localizada no estado americano de Minnesota, no Condado de Blue Earth.

## Demografia
Segundo o censo americano de 2000, a sua população era de 1678 habitantes.
Em 2006, foi estimada uma população de 1638, um decréscimo de 40 (-2.4%).

## Geografia
De acordo com o United States Census Bureau tem uma área de
3,9 km², dos quais 3,9 km² cobertos por terra e 0,0 km² cobertos por água. Mapleton localiza-se a aproximadamente 316 m acima do nível do mar.

## Localidades na vizinhança
O diagrama seguinte representa as localidades num raio de 20 km ao redor de Mapleton.